# Dawid Petel
Dawid Petel (hebr.: דוד פתל, ang.: David Petel, ur. 6 września 1921 w Basrze, zm. 6 października 2019) – izraelski samorządowiec, związkowiec i polityk, w latach 1959–1969 poseł do Knesetu.

## Życiorys
Urodził się 6 września 1921 w Basrze, w ówczesnym Brytyjskim Mandacie Mezopotamii. Do 1941 mieszkał w Iraku, następnie wyemigrował do Palestyny.

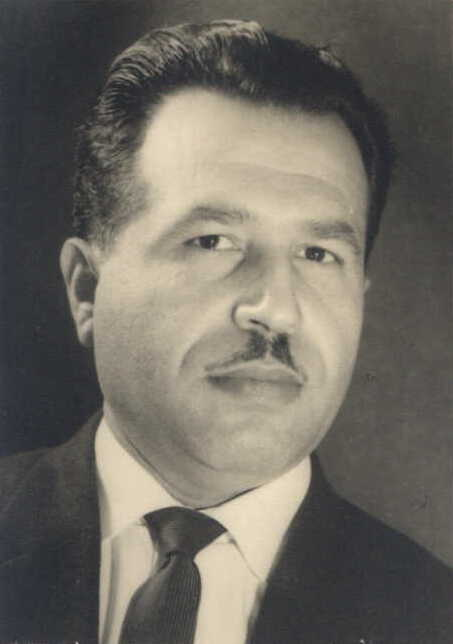
Dawid Petel (przed 1965)

Działał w organizacji skupiającej irackich Żydów, z czasem stał się jej przewodniczącym. Zasiadał w radzie miejskiej Bene Berak.
W wyborach parlamentarnych w 1959 po raz pierwszy dostał się do izraelskiego parlamentu z listy Mapai.  W czwartym Knesecie zasiadał w komisjach pracy oraz spraw publicznych. Uzyskał reelekcję w 1961, by w Knesecie piątej kadencji zostać przewodniczącym podkomisji zajmującej się mieszkalnictwem w Starym Mieście w Akce. Ponadto był członkiem komisji budownictwa; edukacji i kultury; pracy oraz spraw publicznych, a także dwóch innych podkomisji. Po raz trzeci został wybrany posłem w wyborach w 1965 tym razem z listy Koalicji Pracy, czyli sojuszu Mapai i Achdut ha-Awoda. W szóstym Knesecie zasiadał w komisjach spraw publicznych; spraw wewnętrznych oraz pracy. W 1969.
Po powstaniu Partii Pracy zasiadał w jej Komitecie Centralnym oraz Sekretariacie. Od 1974 był członkiem komitetu koordynującego Histadrutu.
Zmarł 6 października 2019.